# Fanny Desmarès
Fanny Desmarès, née le 15 juin 1971, est une scénariste de cinéma et de bande dessinée belge.

## Biographie
Fanny Desmarès naît le 15 juin 1971. Elle aime depuis toujours raconter des histoires.
D'abord comédienne et présentatrice de télévision en Belgique et en France. Elle écrit des longs métrages pour le cinéma dont L'Incroyable Histoire du facteur Cheval de Nils Tavernier avec Jacques Gamblin et Laetitia Casta en 2017. Elle écrit également de nombreux formats pour la télévision, aussi bien en Belgique qu'en France (RTBF, Canal + Belgique, M6, France Télévisions...). Étoilé est sa première expérience en tant que scénariste de bande dessinée. C'est aux côtés de la scénariste Delphine Lehericey qu'elle s'aventure dans le monde de la gastronomie. Le triptyque composé des volets Hors-d'œuvre (2018), Plat de résistance (2018) et Chariot de desserts (2019) est publié aux éditions Dupuis.

### Vie privée
Elle vit et travaille entre la Belgique et la France. De par son mariage, elle est entrée dans la famille de l'éditeur Charles Dupuis.

## Filmographie
Sauf indication contraire, les informations mentionnées dans cette section peuvent être confirmées par les bases de données cinématographiques IMDb et Allociné,  présentes dans la section « Liens externes ».

### Longs métrages comme scénariste
- 2015 : Deux au carré, réalisation Philippe Dajoux, 1 h 26 min
- 2018 : Christ(off), idée originale, réalisation Pierre Dudan, 1 h 31 min
- 2018 : L'Incroyable Histoire du facteur Cheval de Nils Tavernier, avec Laetitia Casta, 1 h 45 min.

### Courts métrages comme scénariste
- 2017 : Off the record de David Carette 14 min.

### Télévision
- C'est dans la boîte ![6], directeur de collection - programme court S1-S2-S3, 120 × 12 min - Diffusion RTBF ; Auvio ; YouTube
- Warning !, série de 8 × 52 min – scénariste –  Need production/Anne Laure Guéguan/ Fond des séries RTBF
- Raimu, (unitaire), scénariste - Prod : Butterfish Prod/ Jimmy Bilbaum
- Compromis royal, série de 8 × 52 min, idée originale et scénario.
- Le Nouveau Départ, écriture pré-bible série 52 min – Abrafilms/Emmanuelle Samoyaux (FR)
- Edith, série 6 × 52 min, scénariste, écriture bible – Blacklights prod/Jacques Kluger.
- Cette fois c'est non !  Unitaire – Option Kif'n'CO (Françoise Castro) – coscénariste Sheila O'Connor.
- Le Double R, série 13 × 26 min – Option  Fechner Média/Alexandra Fechner
- En famille, atelier écriture – Kabo Production/ M6
- La Méthode claire, synopsis – Léonis Production/M6
- Rose central Unitaire – Option Chabraque Production/ Clémentine Dabadie
- Scènes de ménage, atelier écriture – Kabo Production/M6
- La Zone verte - programme court – pilote tourné – Kabo Production
- 2007 : Soaperette[6], série télévisée, scénariste, PGM TV/BlooProd - 32 × 7 min - réalisation Gilles Amado. Diffusion : Fox Life ; NRJ 12 ; Plug RTL.

### Programmes de télévision
- 1997-2003	: RTBF, Canal+ Belgique, MCM - présentation émission musicale et cinéma, auteure de programmes humoristiques, direction d’acteurs[6]
- 2001- 2004, réalise plus de 100 interviews dont celles de Valéry Giscard d’Estaing, Michel Field, Philippe Gildas, Bernard Giraudeau, et Karl Zéro.
- 2011 :
  - Les Magritte du cinéma belge (diffusion BeTV et TV5 Europe) – Interludes Les Figurants
  - Viva la musica, divertissement, 10 × 26 min – Nexus Factory -  présentation : Sandrine Corman - Diffusion RTL tvi
  - Présentatrice et auteure de plus de 300 émissions (Talk-show, 52 min Détours du Monde et Le Monde en direct – plateau, reportage, chroniques – Chaîne téléVOYAGE)[6].

## Publications

### Étoilé
- 1. Hors-d'œuvre[7],[8],[9], Dupuis, Marcinelle, 5 janvier 2018
Scénario : Delphine Lehericey, Fanny Desmarès - Dessin : Luc Brahy - Couleurs : Bertrand Denoulet -  (ISBN 978-2-8001-7455-6)
- 2. Plat de résistance[10],[11], Dupuis, Marcinelle, 1 juin 2018
Scénario : Delphine Lehericey, Fanny Desmarès - Dessin : Luc Brahy - Couleurs : Bertrand Denoulet -  (ISBN 978-2-8001-7456-3)
- 3. Chariot de desserts[4], Dupuis, Marcinelle, 29 mars 2019
Scénario : Delphine Lehericey, Fanny Desmarès - Dessin : Luc Brahy - Couleurs : Bertrand Denoulet -  (ISBN 979-10-34733-52-1)

## Récompenses et distinctions
- 2011 : Lauréate Pitch Dating[6] - programme court décerné par Montreux Comedy Festival pour La Zone verte ;
- 2015 : Bourse Beaumarchais / SACD[6] – commission de janvier 2015 pour le scénario du long métrage Facteur Cheval.

### Articles
- Fanny Desmarès (interviewée par Véronique), « Interview de Fanny Desmarès », Écran et toile,‎ 18 avril 2019 (lire en ligne, consulté le 12 janvier 2025).
- Vincent Lannoo, Mehdi Dehbi, Nicolas Gob, Bérangère McNeese et Fanny Desmarès (interviewés par Soraya Belghazi), « « Les films importants sont souvent des films historiques » », Le Suricate magazine,‎ 18 octobre 2019 (lire en ligne, consulté le 12 janvier 2025).

### Podcasts
- L'Incroyable Histoire du facteur Cheval, émission Entrez sans frapper, présentée par Eric Russon, sur La Première , 3 mai 2019, (8 min 52 s).